# Huai Khwang
Huai Khwang est l’un des 50 khets de Bangkok, Thaïlande.

## Points d'intérêt
- Thai-Japanese Association School, la plus grande école japonaise hors de l'archipel nippon[2] ;
- etc.

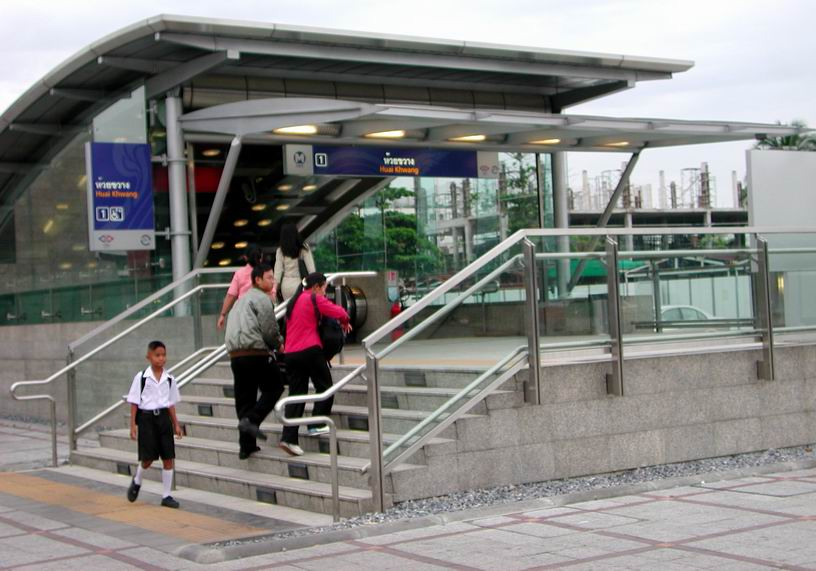
Station de métro MRT, ligne bleue
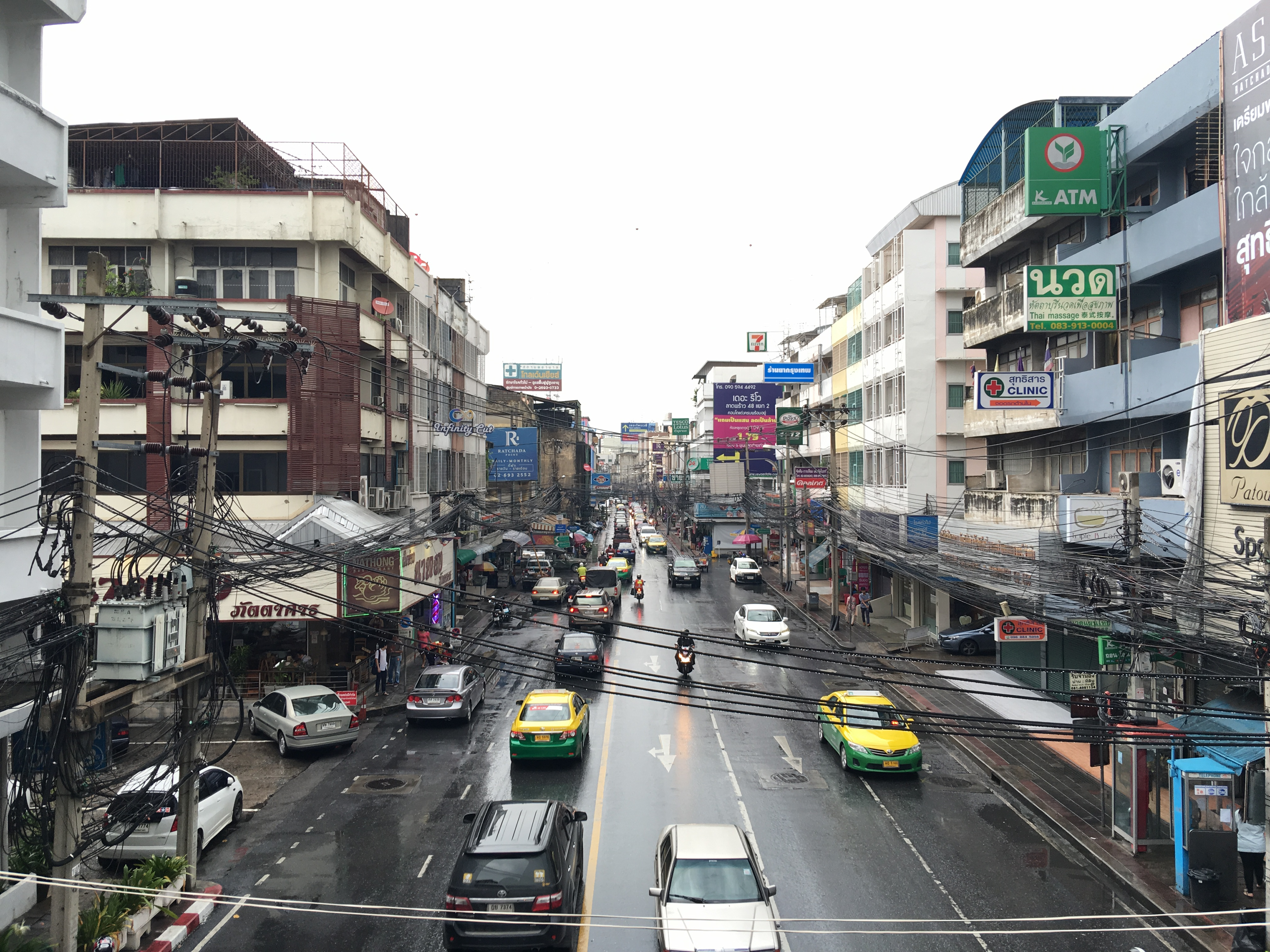
Sutthisan Winitchai Road
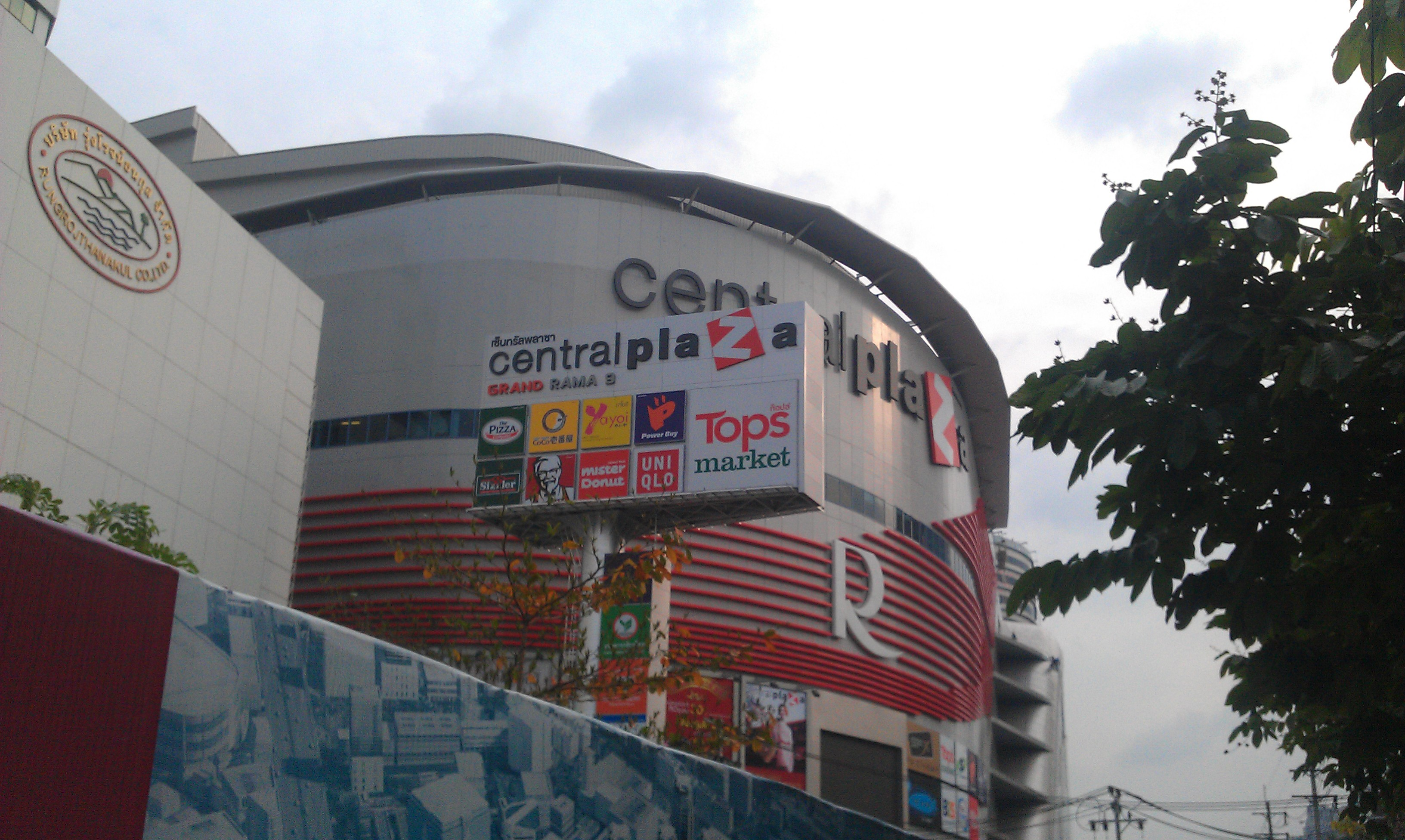
Grand centre commercial Central Plaza Grand Rama IX
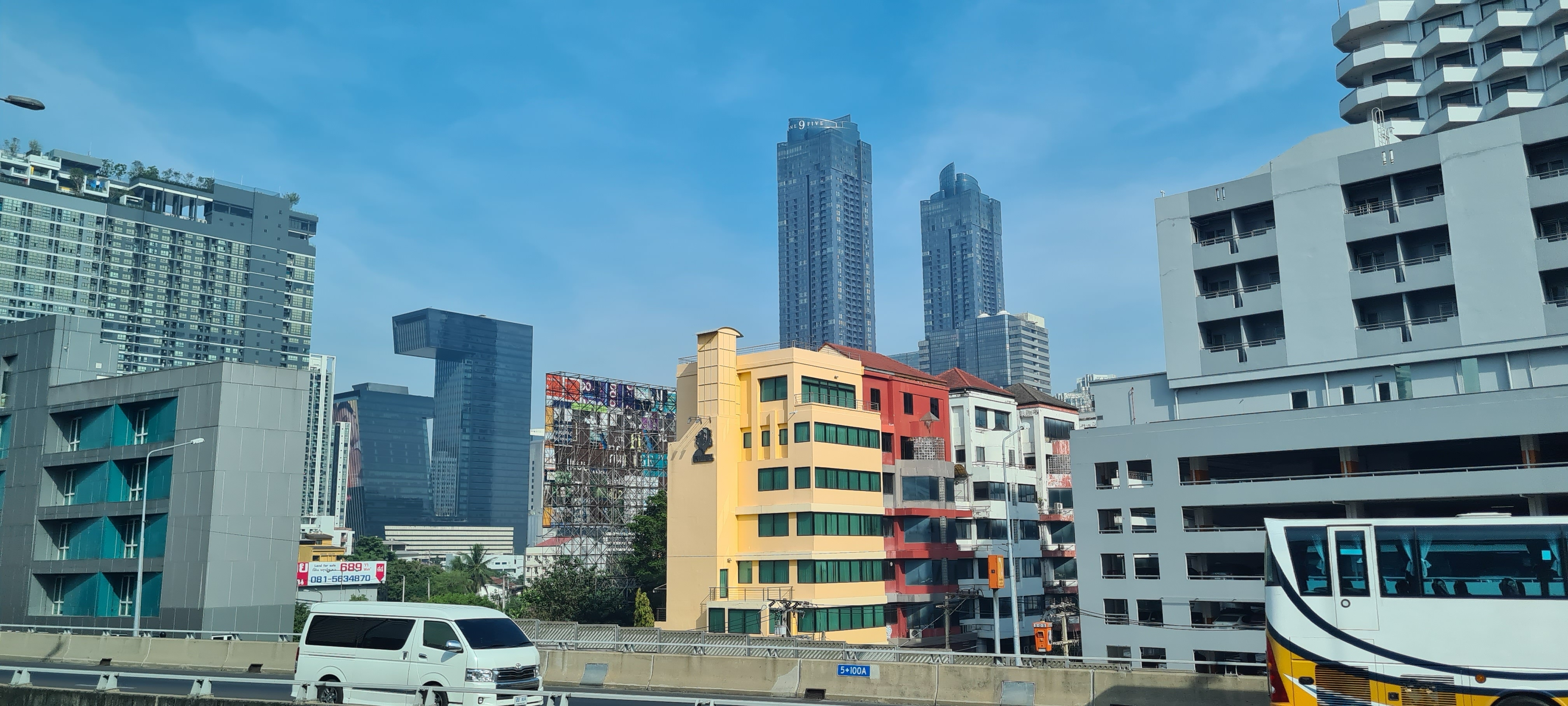
G Tower (159 m) et les 2 gratte-ciel One9Five Asoke-Rama 9 Tower I et Tower II (248 m)
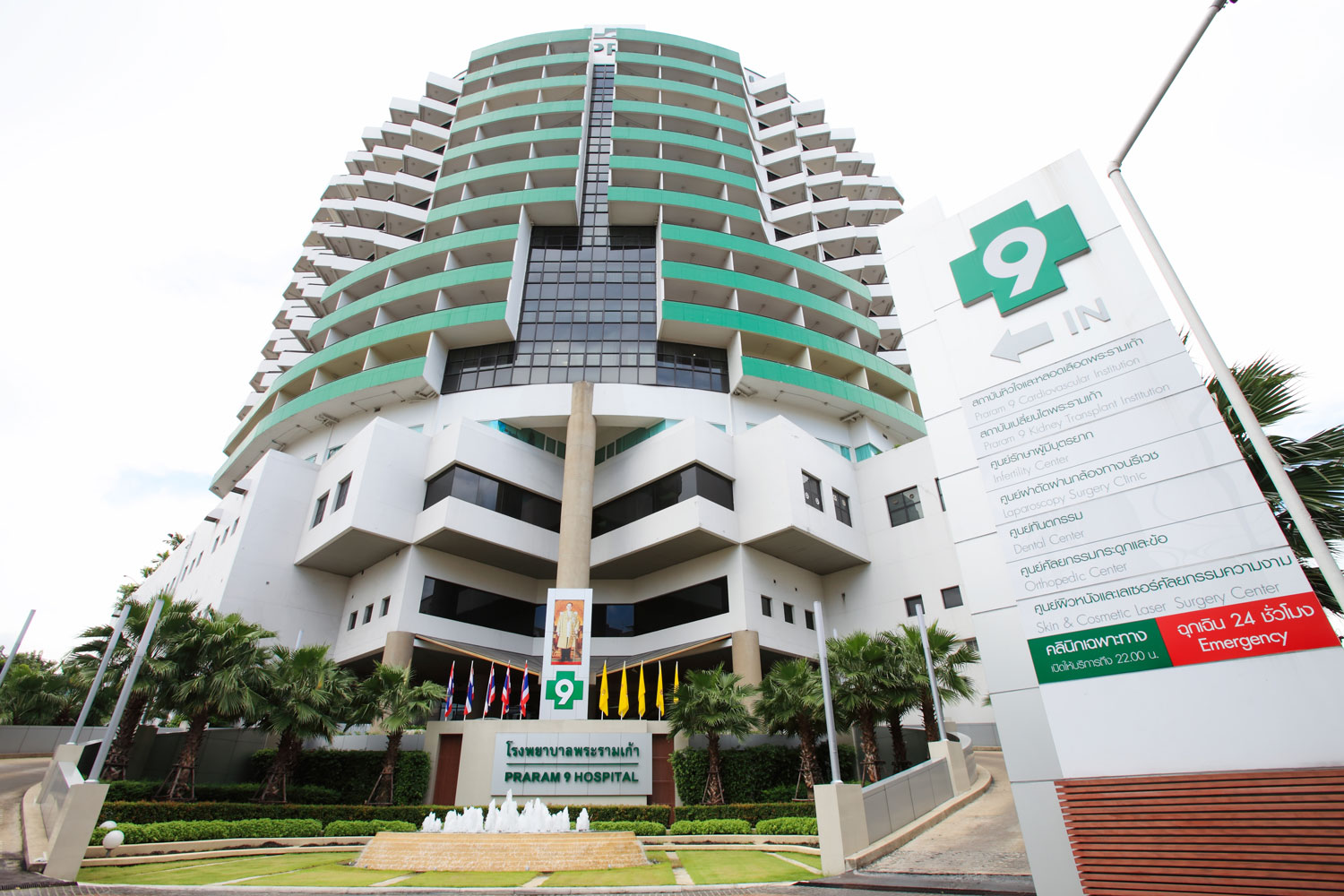
Praram 9 Hospital
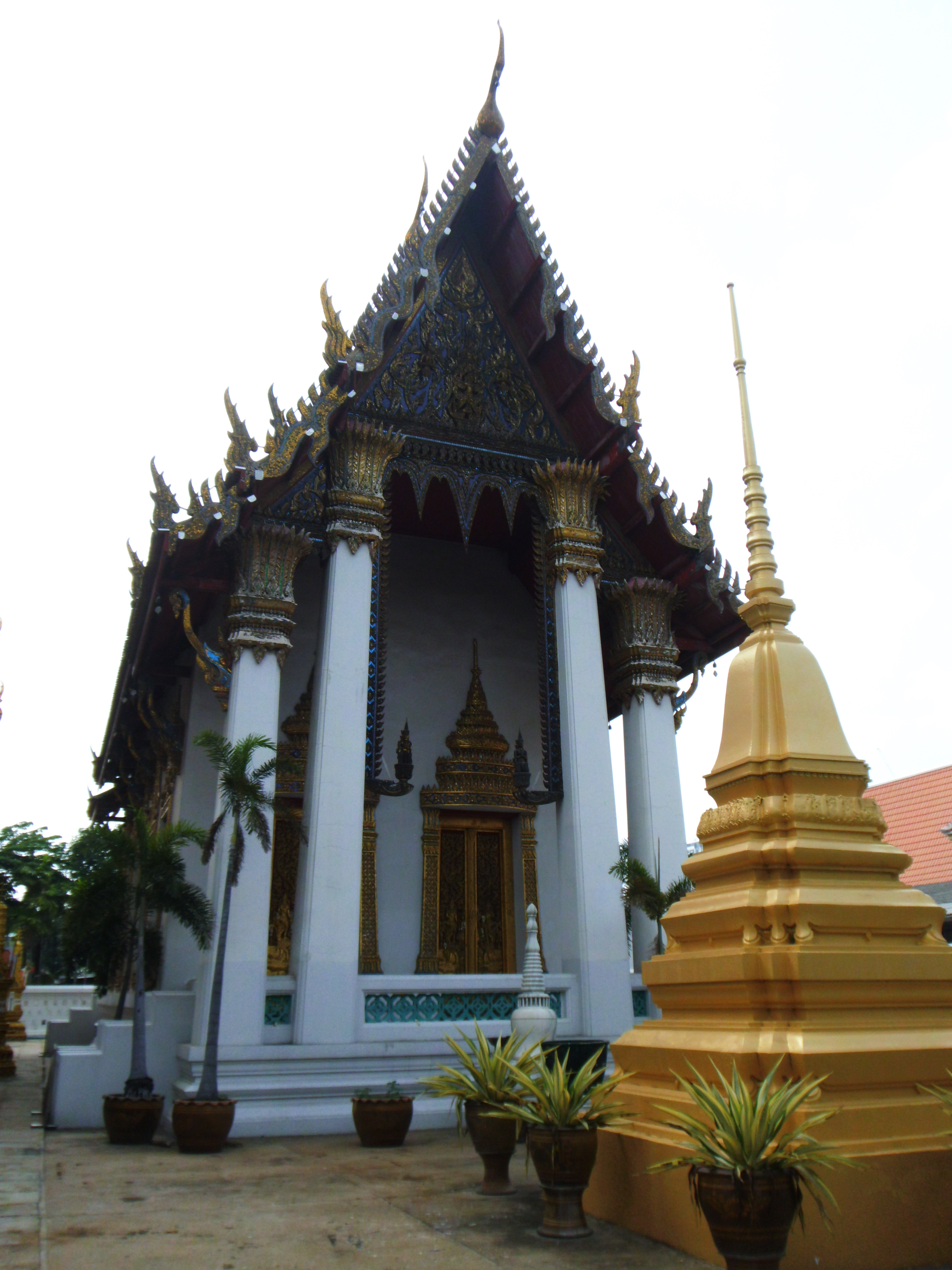
Wat Uthai Tha Ram